# 333065 Zeszut
333065 Zeszut este o planetă minoră (asteroid) din centura de asteroizi. A fost descoperită pe 13 septembrie 2007 la Mount Lemmon⁠(d) de Mount Lemmon Survey⁠(d). 
Obiectul prezintă o orbită caracterizată de o semiaxă mare de 2,3666351910878 UAi, o excentricitate de 0,13696416270445, o înclinație de 1,8922620000145 ° în raport cu ecliptica.